# Amtsgericht Dorfen
Das Amtsgericht Dorfen war ein von 1879 bis 1959 existierendes bayerisches Gericht der ordentlichen Gerichtsbarkeit mit Sitz in Dorfen.

## Geschichte
Bereits seit dem 13. Jahrhundert existierten Pfleggerichte des Herzogtums Bayern in Erding und Dorfen (auch damals schon häufig als Landgericht bezeichnet), die ebenso wie das benachbarte Landgericht Moosburg seit dem 16. Jahrhundert dem Rentamt Landshut zugeordnet waren.
Im Jahre 1803 wurde im Verlauf der Verwaltungsneugliederung Bayerns das Landgericht Erding errichtet, dessen Zuständigkeit auch die Bereiche des ehemaligen Pfleggerichts Dorfen umfasste. Das Landgericht Erding wurde 1858 aufgeteilt und das Landgericht Dorfen errichtet. Anlässlich der Einführung des Gerichtsverfassungsgesetzes am 1. Oktober 1879 wurde in der Stadt Dorfen ein Amtsgericht errichtet, dessen Sprengel deckungsgleich mit dem vorhergehenden Landgerichtsbezirk Dorfen war und folglich die Gemeinden Dorfen, Eibach, Gebensbach, Grüntegernbach, Hausmehring, Hofkirchen, Hofstarring, Hohenpolding, Hubenstein, Inning am Holz, Lengdorf, Moosen (Vils), Steinkirchen, Sulding, Taufkirchen (Vils), Wambach, Wasentegernbach, Watzling und Zeilhofen umfasste.
Übergeordnete Instanzen waren das Landgericht München II und das Oberlandesgericht München. Infolge kriegsbedingter Notmaßnahmen war das Amtsgericht Dorfen zu einer Zweigstelle des Amtsgerichts Erding heruntergestuft worden. Nachdem dies 1956 noch einmal amtlich bestätigt wurde, verordnete das Bayerische Staatsministerium der Justiz zum 1. Juli 1959 die Aufhebung dieser Zweigstelle.